# Ташкентский военный госпиталь
Ташкентский военный госпиталь им. П. Ф. Боровского (Ташкент, ул. Володарского, 4) — Центральный военный госпиталь при Министерстве обороны Республики Узбекистан, в котором проводится стационарное лечение военнослужащих.

## История
В 1868 году с прибытием в край генерал-губернатора П. М. Кауфмана, в Ташкенте было открыто первое лечебное заведение — Ташкентский лечебный лазарет, преобразованный в 1870-м году в Ташкентский военный госпиталь второго класса (на Госпитальной улице около железнодорожного вокзала) как стационар для русских экспедиционных войск Ташкентского гарнизона на 415 мест с пятью лечебными отделениями:
- хирургическое;
- терапевтическое;
- инфекционное;
- кожно-венерологическое;
- «арестантское».

До 1874 года в Ташкенте была всего одна аптека — при госпитале. С 1892 года в госпитале работал хирург Пётр Фокич Боровский (с 1981 года госпиталь носит его имя).
За период 1896—1910 были открыты новые отделения:
- психиатрическое (в 1896 году, на 50 чел.[4]);
- глазное;
- ушное;
- женское;
- офицерское;
- санаторное.

31 января 1879 года при военном госпитале была открыта и освящена госпитальная церковь во имя Св. Пантилеймона, которая была построена на 3000 р. отпущенных генерал-губернатором П. М. Кауфманом и на частные пожертвования. В 1890-м году построена колокольня . Долгое время госпиталь обслуживал всё население русского Ташкента, пока город был не большой. За 1894 год число гражданских больных в госпитале достигало 600—700 человек в год, из которых 30 % — граждане Ташкента. На 1910 год в госпитале работало 9 врачей: главный врач, врач заведующий
психиатрическим отделением, 2 старших ординатора и 5 младших ординаторов. 19 января 1883 года при военном госпитале открылась небольшая лаборатория для судебно-медицинских исследований, которая с течением времени выросла в лабораторию с химическими анализами для нужд города и его жителей.
В 1920—1921 годы госпиталь стал клинической базой медицинского факультета Среднеазиатского государственного университета (САГУ).
Около 35 000 фронтовиков прошло лечение в госпитале во время Великой Отечественной войны.
В 1981 году в госпитале как главнного научно-методического центра и базы подготовки врачей медицинской службы ТуркВО, насчитывалось уже 20 отделений, среди них:
- терапевтическое;
- хирургическое;
- нейрохирургическое;
- травмотологическое;
- урологическое;
- кардиологическое;
- пульмонологическое;
- анестезео-реанимационное;
- глазное;
- дерматовенерологическое и др.

В госпитале трудились такие специалисты, как Д. А. Введенский, А. Д. Греков, А. В. Георгиевский, С. Ф. Каплан, В. П. Матвеев, В. П. Петров, А. В. Трапезников, П. И. Эмдин и др.

## Знаки различия
- Нестроевой младшего разряда в должности палатного надзирателя и ему равные госпитальные служители (1902 г.)
- Погон врача Ташкентского военного госпиталя, статский советник (по состоянию на 1914—1917 годы)[6]